# Almeirim (Portugal)
Almeirim é uma cidade portuguesa sede do Município de Almeirim, pertencendo ao Distrito de Santarém, e tendo 11 552 habitantes (2021).
O Município de Almeirim com 222,12 km² de área e 22 016 habitantes (2021), está subdividido em 4 freguesias (Almeirim, Benfica do Ribatejo, Fazendas de Almeirim e Raposa) O município é limitado a norte pelo município de Alpiarça, a leste e nordeste pela Chamusca, a sul por Coruche e Salvaterra de Magos, a oeste pelo Cartaxo e a noroeste por Santarém.
Desde 2023 que este município está integrado na região estatística (NUTS II) do Oeste e Vale do Tejo e na sub-região estatística (NUTS III) da Lezíria do Tejo, continua no entanto, subordinado à Comissão de Coordenação e Desenvolvimento Regional de Lisboa e Vale do Tejo, que manteve a designação da antiga CCDR com o mesmo nome. Pertence à província histórica do Ribatejo, hoje porém sem significado político-administrativo, mas constante nos discursos de auto e hetero-identificação cultural.

## História
A ocupação humana da atual área do Município de Almeirim é muito antiga. Terão sido a proximidade do rio Tejo e a riqueza natural os fatores que terão contribuído para a instalação de homens nesta região. Existem vestígios da presença humana desde a pré-história até à época romana, por todo o Vale do Rio Tejo. Exemplos da presença humana no conselho são o concheiro epipaleolítico do vale da Fonte da Moça, os marcos miliários recentemente identificados, pertencentes à via romana que ligava Lisboa a Mérida e ainda a villa romana de Azeitada, em Benfica do Ribatejo.
Com as suas magníficas coutadas de caça, que se estendiam por uma grande extensão, a vizinhança de Santarém, as proximidades do Tejo e ainda de Lisboa, com fácil acesso, por via fluvial, Almeirim tornou-se, desde logo, no lugar preferido dos reis da segunda dinastia e a estância de Inverno frequentada por numerosos membros da Corte, de tal maneira que foi considerada a "Sintra de Inverno", no século XVI. 
Em Almeirim as intrigas palacianas e os amores forjados à sombra dos frondosos jardins do Paço Real eram misturados com a resolução dos mais altos negócios do Reino, tanto que se dizia que "punha Cupido a sua aula e tinha El-Rei o seu despacho".
D. João I, entre 1411 e 1423, mandou construir o Paço acastelado e as primeiras habitações que vieram contribuir para a criação da vila, depois do rei ter mandado serem feitos trabalhos de terraplanagem, colmatagens e drenagens em terrenos paludados na zona da construção. Este Paço Real foi aumentado e melhorado com novas instalações por D. Manuel I que esteve em Almeirim por diversas vezes: todo o ano de 1510, parte de 1513, o Natal de 1514 e todo o período que decorreu entre outubro de 1515 e maio de 1516, tendo D. João III seguido o seu exemplo, manifestando a sua predilecção por Almeirim, que aliás era demonstrado este por toda a dinastia de Avis.
Foi o Paço Real em Almeirim palco de uma das mais problemáticas Cortes da nossa história.
Em 1578, D. Sebastião que visitava Almeirim com frequência, foi levado pelo gosto da aventura e com o ímpeto dos seus verdes anos a oferecer os seus préstimos para a reconquista de Arzila, que os portugueses tinham abandonado em 1550. Não resistindo à superioridade das forças marroquinas, o exército chefiado pelo jovem rei foi derrotado, deixando D. Sebastião a sua vida em Alcácer-Quibir provocando uma situação difícil para o reino. Sem sucessor, são abertas as Cortes de Almeirim pelo Cardeal D. Henrique em 11 de janeiro de 1580 para decidir o problema da sucessão. Nestas Cortes, Febo Moniz, como procurador do Povo de Lisboa, dirige-se com voz enérgica ao decrépito Cardeal: "Entregue Vossa Alteza o Reino a um príncipe português e todos lhe beijarão a mão".
Sem nada ser resolvido, as Cortes são dissolvidas e o Reino passa a ser governado por Filipe II de Castela, dando-se início à Dinastia Filipina, que iria durar até 1 de dezembro de 1640.
Durante o tempo em que Almeirim foi procurada como estância de veraneio, muitas pessoas passearam-se pelas ruas do burgo e povoaram o Paço Real: Gil Vicente, o pai do teatro português, representou, nos Paços da Vila, às Cortes de D. João III, algumas das suas farsas, comédias e autos, como por exemplo, o "Auto da Fé" em 1510; a "Barca da Glória" em 1519; a tragicomédia "Dom Dardos" no casamento da Infanta D. Isabel com Carlos V, em 1525, e em 1526 apresenta a farsa "O Juiz da Beira", a tragicomédia "Templo de Apolo", o "Breve Sumário da História de Deus" e o "Diálogo sobre a Ressurreição".
Foi ainda no Paço Real que Garcia de Resende começou a imprimir o seu Cancioneiro Geral.
O Pórtico do Palácio que começava a ameaçar ruína foi mandado demolir por D. João, Regente em nome de D. Maria I em 1792, facto que só se verificou no século XIX, em 1890.
É possível encontrar na parte antiga da povoação entre S. Roque e as Ribeiras alguns Passos do Calvário e edifícios revestidos a azulejos.
Com importância encontram-se os Palácios da Quinta da Alorna que foi residência de D. Leonor de Almeida Portugal Lorena e Lencastre, a escritora Alcipe, 4ª Marquesa da Alorna: Palácio do Casal Branco, famoso por ter sido palco de divertimentos tauromáquicos do Rei D. Miguel; Quinta de Santa Marta, na freguesia de Benfica do Ribatejo que foi residência do Conde de Atalaia.
Atualmente Almeirim é uma cidade, onde a Sopa da Pedra, o pão típico e o melão são os reis da gastronomia, co

## Evolução da população do município
Pela lei nº 129, de 2 de abril de 1914, foi constituído o concelho de Alpiarça com lugares desanexados do concelho de Almeirim.
| Número de habitantes★                    | Número de habitantes★ | Número de habitantes★ | Número de habitantes★ | Número de habitantes★ | Número de habitantes★ | Número de habitantes★ | Número de habitantes★ | Número de habitantes★ | Número de habitantes★ | Número de habitantes★ | Número de habitantes★ | Número de habitantes★ | Número de habitantes★ | Número de habitantes★ | Número de habitantes★ |
| ---------------------------------------- | --------------------- | --------------------- | --------------------- | --------------------- | --------------------- | --------------------- | --------------------- | --------------------- | --------------------- | --------------------- | --------------------- | --------------------- | --------------------- | --------------------- | --------------------- |
| 1864                                     | 1878                  | 1890                  | 1900                  | 1911                  | 1920                  | 1930                  | 1940                  | 1950                  | 1960                  | 1970                  | 1981                  | 1991                  | 2001                  | 2011                  | 2021                  |
| 4 258                                    | 4 945                 | 6 376                 | 7 913                 | 9 311                 | 9 886                 | 12 808                | 15 020                | 17 045                | 18 011                | 19 225                | 21 154                | 21 380                | 21 957                | 23 376                | 22 012                |
| Número de habitantes por grupo etário ★★ |                       |                       |                       |                       |                       |                       |                       |                       |                       |                       |                       |                       |                       |                       |                       |
|                                          |                       |                       | 1900                  | 1911                  | 1920                  | 1930                  | 1940                  | 1950                  | 1960                  | 1970                  | 1981                  | 1991                  | 2001                  | 2011                  | 2021                  |
| 0-14 Anos                                | 0-14 Anos             | 0-14 Anos             | 4 944                 | 5 657                 | 3 345                 | 4 191                 | 4 712                 | 4 618                 | 4 389                 | 4 375                 | 4 781                 | 3 709                 | 3 060                 | 3 539                 | 2 930                 |
| 15-24 Anos                               | 15-24 Anos            | 15-24 Anos            | 2 556                 | 2 874                 | 2 028                 | 2 475                 | 2 689                 | 3 217                 | 2 864                 | 2 840                 | 2 899                 | 3 141                 | 2 841                 | 2 134                 | 2 253                 |
| 25-64 Anos                               | 25-64 Anos            | 25-64 Anos            | 5 796                 | 6 339                 | 4 163                 | 5 435                 | 6 669                 | 8 058                 | 9 401                 | 10 195                | 11 000                | 11 181                | 11 796                | 12 566                | 11 154                |
| = ou > 65 Anos                           | = ou > 65 Anos        | = ou > 65 Anos        | 553                   | 722                   | 384                   | 664                   | 895                   | 1 078                 | 1 357                 | 1 815                 | 2 474                 | 3 349                 | 4 260                 | 5 137                 | 5 675                 |

★ Número de habitantes "residentes", ou seja, que tinham a residência oficial neste município à data em que os censos  se realizaram.
★★ De 1900 a 1950 os dados referem-se à população "de facto", ou seja, que estava presente no município à data em que os censos se realizaram. Daí que se registem algumas diferenças relativamente à designada população residente

## Festas e romarias
- Festas da Cidade
- Feira do Melão
- Festival da Sopa da Pedra

## Património arquitectónico
- Igreja Matriz de S. João Baptista
- Fontes de S. Roque e do Largo dos Namorados
- Pórtico do Paço da Ribeira de Muge
- Praça de Touros de Almeirim - Arena de Almeirim
- Jardim da República
- Ermida de Nossa Senhora do Calvário.
- Fonte dos Namorados
- Mercado de Almeirim
- "Escolas Velhas"
- "Hospital Velho"

## Personalidades ilustres
- Barão de Almeirim
- Marquesa da Alorna

## Cultura
- Cine-Teatro de Almeirim
- Museu Municipal
- Galeria Municipal
- Centro Cultural de Fazendas de Almeirim
- Biblioteca Marquesa de Alorna

## Gastronomia
- Sopa da pedra
- Pão Típico de Almeirim
- Enchidos de porco
- Melão
- Vinho

## Restaurantes
- "O Pinheiro"
- "O Forno"
- "O Toucinho"
- "O Janeiro"
- "CISCO - Cozinha Tradicional"
- "PAULO'S - Restaurante Marisqueira"
- "O Galinha"
- "Amigos do Tacho"
- "Tasca do Salsa"
- "Constantino das Enguias"
- "O Zézano
- "O Capeto"
- "Lota 13"
- "SILAS CHEF"

## Transportes
Os transportes públicos de Almeirim são assegurados pela empresa TUA- Transportes Urbanos de Almeirim.

## Artesanato
Em Almeirim destacam-se como produtos artesanais tradicionais a cestaria em vime, a louça de barro e os trabalhos em madeira.

## Educação
- Centro Paroquial de Almeirim
- Escola Básica Canto do Jardim "P3"
- Escola Básica Moinho de Vento
- Escola Básica 2.º e 3.º Ciclos Febo Moniz
- Escola Secundária Marquesa de Alorna

## Desporto
- 20 km de Almeirim
- Quintas
- Quinta da Alorna
- Quinta do Casal Branco

## Colectividades
As principais colectividades de Almeirim são: 
- Orfeão de Almeirim
- Banda Marcial de Almeirim;
- Rancho Folclórico da Casa do Povo de Almeirim;
- Rancho Folclórico de Paço dos Negros;
- União Futebol Clube de Almeirim;
- Hóquei Clube "Os Tigres"
- Associação Desportiva S. Roque
- Cantares "Sopa de Pedra"
- Associação 20 km de Almeirim
- Escola Municipal de ténis de Almeirim
- Confraria Gastronómica de Almeirim
- Associação Desportiva Cultural e Recreativa de Paço dos Negros
- União de Veteranos de Almeirim "UVA";
- Escola de futebol "Foot Kart"
- Associação Desportiva Fazendense
- Gentes De Almeirim - Associação Cultural e Etnográfica
- Rancho Folclórico de Fazendas de Almeirim
- Clube de Aventura Juvenil da Raposa "CAJ Raposa"
- Grupo Desportivo Raposense
- Rancho Folclórico " Os Camponeses Da Raposa"
- Corpo Nacional de Escutas - Agrupamento 404 de Almeirim

## Política

### Eleições autárquicas[10]
| Data | %     | V     | %            | V            | %       | V       | %      | V      | %              | V  | %              | V   | %              | V        | %              | V       | %   | V   | %  | V  | Participação |                |
| Data | PS    | PS    | FEPU/APU/CDU | FEPU/APU/CDU | PPD/PSD | PPD/PSD | CDS-PP | CDS-PP | AD             | AD | PRD            | PRD | IND            | IND      | PSD-CDS        | PSD-CDS | MPT | MPT | CH | CH | Participação |                |
| ---- | ----- | ----- | ------------ | ------------ | ------- | ------- | ------ | ------ | -------------- | -- | -------------- | --- | -------------- | -------- | -------------- | ------- | --- | --- | -- | -- | ------------ | -------------- |
| Data | 1976  | 44,25 | 4            | 29,23        | 2       | 15,07   | 1      | 7,70   | -              |    |                |     |                |          |                |         |     |     |    |    |              | 71,14 / 100,00 |
| 1979 | 52,39 | 4     | 25,02        | 2            | AD      | AD      | AD     | AD     | 19,73          | 1  | 79,28 / 100,00 |     |                |          |                |         |     |     |    |    |              |                |
| 1982 | 51,80 | 4     | 24,26        | 2            | AD      | AD      | AD     | AD     | 20,07          | 1  | 73,81 / 100,00 |     |                |          |                |         |     |     |    |    |              |                |
| 1985 | 19,15 | 1     | 22,37        | 2            | 20,64   | 2       |        |        |                |    | 34,98          | 3   | 64,92 / 100,00 |          |                |         |     |     |    |    |              |                |
| 1989 | 29,59 | 2     | 24,89        | 2            | 15,97   | 1       | 25,89  | 2      | 58,22 / 100,00 |    |                |     |                |          |                |         |     |     |    |    |              |                |
| 1993 | 61,75 | 5     | 17,86        | 1            | 14,87   | 1       | 2,39   | -      |                |    | 63,78 / 100,00 |     |                |          |                |         |     |     |    |    |              |                |
| 1997 | 61,78 | 5     | 19,51        | 1            | 13,90   | 1       |        |        | 55,29 / 100,00 |    |                |     |                |          |                |         |     |     |    |    |              |                |
| 2001 | 58,61 | 5     | 17,78        | 1            | 16,90   | 1       | 2,84   | -      | 51,51 / 100,00 |    |                |     |                |          |                |         |     |     |    |    |              |                |
| 2005 | 55,17 | 5     | 20,87        | 1            | 12,25   | 1       | 7,10   | -      | 51,45 / 100,00 |    |                |     |                |          |                |         |     |     |    |    |              |                |
| 2009 | 52,88 | 5     | 12,57        | 1            | 9,51    | -       | 3,15   | -      | 19,40          | 1  | 54,04 / 100,00 |     |                |          |                |         |     |     |    |    |              |                |
| 2013 | 58,90 | 5     | 11,51        | 1            | CDS     | CDS     | PSD    | PSD    | 8,01           | -  | 11,51          | 1   | PSD/ CDS       | PSD/ CDS | 50,31 / 100,00 |         |     |     |    |    |              |                |
| 2013 | 58,90 | 5     | 11,51        | 1            | CDS     | CDS     | PSD    | PSD    | 4,99           | -  | 11,51          | 1   | PSD/ CDS       | PSD/ CDS | 50,31 / 100,00 |         |     |     |    |    |              |                |
| 2017 | 73,88 | 6     | 11,14        | 1            | 8,42    | -       | 2,31   | -      |                |    |                |     | PSD            | PSD      | 46,52 / 100,00 |         |     |     |    |    |              |                |
| 2021 | 68,28 | 6     | 10,66        | 1            | CDS     | CDS     | PSD    | PSD    | 8,96           | -  |                |     | 7,91           | -        | 42,16 / 100,00 |         |     |     |    |    |              |                |

### Eleições legislativas
| Data | %     | %     | %     | %     | %     | %        | %     | %     | %     | %     | %    | %   | %       | % | %  | %  |  |
| Data | PS    | PCP   | PSD   | CDS   | UDP   | APU/ CDU | AD    | FRS   | PRD   | PSN   | BE   | PAN | PSD CDS | L | CH | IL |  |
| ---- | ----- | ----- | ----- | ----- | ----- | -------- | ----- | ----- | ----- | ----- | ---- | --- | ------- | - | -- | -- |  |
| Data | 1976  | 43,98 | 22,65 | 14,55 | 8,14  | 0,89     |       |       |       |       |      |     |         |   |    |    |  |
| 1979 | 34,77 | APU   | AD    | AD    | 0,81  | 29,48    | 28,39 |       |       |       |      |     |         |   |    |    |  |
| 1980 | FRS   | APU   | AD    | AD    | 0,49  | 25,51    | 29,80 | 38,23 |       |       |      |     |         |   |    |    |  |
| 1983 | 45,58 | APU   | 17,65 | 5,90  | 0,52  | 25,59    |       |       |       |       |      |     |         |   |    |    |  |
| 1985 | 18,71 | APU   | 20,84 | 3,86  | 0,53  | 21,77    | 30,47 |       |       |       |      |     |         |   |    |    |  |
| 1987 | 25,65 | CDU   | 36,85 | 2,25  | 0,51  | 18,48    | 10,45 |       |       |       |      |     |         |   |    |    |  |
| 1991 | 36,55 | CDU   | 39,07 | 2,38  |       | 13,74    | 1,27  | 1,45  |       |       |      |     |         |   |    |    |  |
| 1995 | 56,00 | CDU   | 20,83 | 6,72  | 0,64  | 12,19    |       | 0,36  |       |       |      |     |         |   |    |    |  |
| 1999 | 57,59 | CDU   | 20,17 | 6,08  |       | 11,06    | 0,15  | 1,63  |       |       |      |     |         |   |    |    |  |
| 2002 | 46,69 | CDU   | 28,43 | 7,92  | 10,78 |          | 2,44  |       |       |       |      |     |         |   |    |    |  |
| 2005 | 56,81 | CDU   | 18,20 | 4,57  | 10,29 | 5,40     |       |       |       |       |      |     |         |   |    |    |  |
| 2009 | 38,85 | CDU   | 20,05 | 11,03 | 11,57 | 12,19    |       |       |       |       |      |     |         |   |    |    |  |
| 2011 | 31,39 | CDU   | 30,16 | 12,46 | 10,77 | 6,21     | 1,00  |       |       |       |      |     |         |   |    |    |  |
| 2015 | 40,87 | CDU   | CDS   | PSD   | 10,87 | 9,95     | 1,13  | 27,53 | 0,57  |       |      |     |         |   |    |    |  |
| 2019 | 46,55 | CDU   | 17,43 | 3,74  | 8,13  | 9,59     | 2,01  |       | 0,69  | 2,85  | 0,86 |     |         |   |    |    |  |
| 2022 | 47,99 | CDU   | 19,68 | 1,27  | 5,77  | 3,88     | 0,86  | 0,78  | 12,90 | 3,80  |      |     |         |   |    |    |  |
| 2024 | 32,98 | CDU   | AD    | AD    | 4,36  | 20,22    | 4,21  | 1,51  | 2,24  | 25,77 | 3,86 |     |         |   |    |    |  |

## Freguesias

Freguesias do município de Almeirim.

O município de Almeirim está dividido em 4 freguesias:
- Almeirim (sede)
- Benfica do Ribatejo (vila)
- Fazendas de Almeirim (vila)
- Raposa